# Orphninae
Sous-famille
Les Orphninae sont une sous-famille d'insectes de l'ordre des coléoptères, de la famille des Scarabeidae.
Elle comprend environ 80 espèces regroupées en 14 genres dont 10 sur le Vieux Continent (Arrow, 2012).
Les taxonomistes hésitent : dans certaines classifications, la sous-famille est élevée au rang de famille : Orphnidae Erichson, 1847

## Description
De forme ovale allongée, ces coléoptères possèdent des mandibules et un labre proéminents.

## Liste des tribus
- Aegidiini Paulian, 1984
- Orphnini Erichson, 1847